# サクラメント・オブ・ウィルダーネス
「サクラメント・オブ・ウィルダーネス」（Sacrament of Wilderness）は、Nightwishのアルバム『オーシャンボーン』からの1枚目のシングルで、スプリット・シングルとして発売された。フィンランドのチャートで1位になるヒット。
制作されたビデオはクラブで行われたライブの模様をつなぎ合わせただけのもので、ツォーマス・ホロパイネンはこのビデオの出来を恥じている。

## トラック・リスト
1. Sacrament of Wilderness
2. Burning Flames' Embrace (by Eternal Tears of Sorrow)
3. The Crow and the Warrior (by Darkwoods My Betrothed)

## 演奏者
- ターヤ・トゥルネン - 歌
- ツォーマス・ホロパイネン - キーボード
- エンプ・ヴオリネン - ギター
- ユッカ・ネヴァライネン - ドラムス
- サミ・ヴェンスケ - ベース